# Азгур, Заир Исаакович
Заи́р Исаа́кович А́згур (бел. Заір Ісаакавіч Азгур; 2 (15) января 1908 — 18 февраля 1995, Минск) — советский, белорусский скульптор-монументалист, педагог. Герой Социалистического Труда (1978). Народный художник СССР (1973). Лауреат двух Сталинских премий II степени (1946, 1948).

## Биография

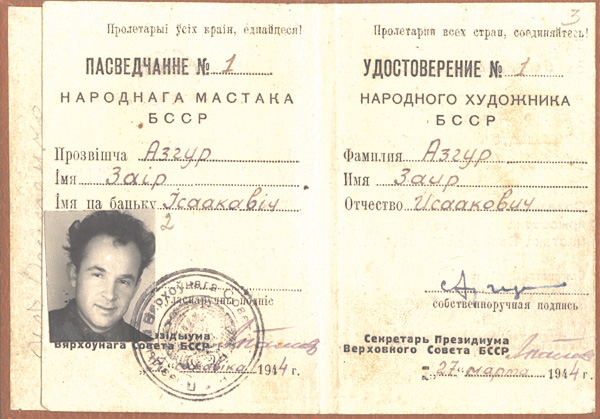
Удостоверение народного художника БССР Заира Азгура

Родился 2 (15) января 1908 год в деревне Молчаны (ныне в черте деревни Застодолье Сенненского района Витебской области Белоруссии) в еврейской семье.
В 1921—1922 годах учился в частной студии Ю. Пэна. В 1925 году окончил Белорусский художественный техникум (ныне Витебское художественное училище), учился у С. Б. Юдовина и М. А. Керзина. В 1925—1928 годах учился во ВХУТЕИНе в Ленинграде у Р. Р. Баха, В. В. Лишева, М. Г. Манизера, в 1928—1929 — в Киевском художественном институте (ныне Национальная академия изобразительного искусства и архитектуры) и Тбилисской академии художеств у Я. И. Николадзе и Е. Е. Лансере.
С 1930 года творческую деятельность продолжил в Минске.
В начале войны работал в Гомеле иллюстратором плаката-газеты «Раздавим фашистскую гадину», а также сотрудничал во фронтовой печати. Работал при Центральном штабе партизанского движения в Москве (1942—1944). После освобождения Белоруссии возвратился в Минск, где работал главным художником Дома Правительства.
С 1980 года — руководитель творческой мастерской Академии художеств СССР (отделение скульптуры) в Минске.
Академик АХ СССР (1958; член-корреспондент 1947). Член Союза художников СССР.
В 1968 году был избран заместителем председателя Белорусского республиканского комитета защиты мира, а в 1969 году награждён медалью Советского фонда мира и золотой медалью «Борец за мир». В 1973 году избран председателем Белорусского республиканского комитета содействия Советскому фонду мира.
Член ВКП(б) с 1943 года. Депутат Верховного Совета Белорусской ССР в 1947—1967 годах и с 1971 по 1986 годы.
Скончался 18 февраля 1995 года в Минске. Похоронен на Восточном кладбище.

### Семья
В 1945 году женился на Галине Гореловой, дочери академика Гавриила Горелова.

## Награды и звания
- Герой Социалистического Труда (1978)
- Заслуженный деятель искусств Белорусской ССР (1939)
- Народный художник Белорусской ССР (1944) (удостоверение № 1, 1944)
- Народный художник СССР (1973)
- Заслуженный деятель искусств Дагестанской АССР
- Сталинская премия второй степени (1946) — за скульптурные портреты дважды Героев Советского Союза А. И. Родимцева, А. И. Молодчего и Героя Советского Союза М. Ф. Сильницкого (1943)
- Сталинская премия второй степени (1948) — за скульптурный портрет Ф. Э. Дзержинского (1947)
- Два ордена Ленина (1955, 1978)
- Орден Октябрьской революции (1971)
- Два ордена Трудового Красного Знамени (20.06.1940 — за выдающиеся заслуги в деле развития белорусского театрального и музыкального искусства, 1949)
- Орден Дружбы народов (31.12.1987)[2]
- Орден Красной Звезды (1943)
- Медаль «Партизану Отечественной войны» I степени (1948)
- Медаль «За победу над Германией в Великой Отечественной войне 1941—1945 гг.» (1946)
- Медаль «За доблестный труд в Великой Отечественной войне 1941—1945 гг.» (1945)
- Медаль «Ветеран труда» (1982)
- Медаль Франциска Скорины (1992)
- Серебряная медаль Всемирной выставки в Брюсселе (1958)
- Золотая медаль Министерства культуры СССР (1958).
- Золотая медаль Итальянской академии изящных искусств (1980)

## Произведения
Произведения художника находятся в музейных собраниях Беларуси (Национальный художественный музей Республики Беларусь, Белорусский государственный музей истории Великой Отечественной войны, Мемориальный музей-мастерская З. И. Азгура), России (Государственная Третьяковская галерея, Астраханская картинная галерея имени П. М. Догадина), в Молдавском художественном музее (Кишинёв) и др.
Автор статей по проблемам изобразительного искусства и мемуаров. Среди его опубликованных произведений:
- Незабываемое (бел. Незабыўнае) (1962)
- То, что помнится…: Рассказ о времени, об искусстве и о людях… (бел. Тое, што помніцца...) (Кн. 1—2, 1977—1983)
- «Китайский писатель Лу Синь» (1953—1954)[3]

### Скульптура
- Монументальные портреты
  - Феликс Дзержинский (1947, ГТГ)
  - Иосиф Лангбард
  - Александр Молодчий (1943, ГТГ)
  - Михаил Сильницкий (1943, ГТГ)
  - Александр Родимцев (1943, ГТГ)
  - Дмитрий Пожарский
  - Лу Синь (1953—1954, ГТГ)
  - Рабиндранат Тагор (1958, ГТГ)

Бюст Рабиндраната Тагора работы З. Азгура, гранит, 1956, холл Национального художественного музея Беларуси

  - Кастусь Калиновский (памятник-бюст, 1958, Свислочь)
  - Пётр Багратион (памятник-бюст, 1946—1949, Бородино)
  - Янка Купала (памятник-бюст, 1947—1949, Вязынка)[4]
  - Константин Рокоссовский (памятник-бюст, 1951, Великие Луки)
  - Евгений Вучетич (памятник-бюст, 1981, Москва)
  - Пётр Машеров (памятник-бюст, 1981, Витебск)
- Памятники
  - Иосиф Сталин (1952, Минск)
  - Александр Бутлеров (1953, Москва)
  - Дмитрий Пожарский (1955, Суздаль)
  - Александр Пушкин (1956, Сквер имени А. С. Пушкина, Астрахань)
  - Ансамбль на площади имени Якуба Коласа (1972, Минск)
  - В. И. Ленин
    - 1957, Владикавказ
    - 1958, Подольск
    - 1960, Махачкала
    - 1960, Пушкин
    - 1980, Минск

  - Карл Маркс (1980, Минск)
  - Сергей Грицевец (Минск)
  - Василий Талаш (Петриков)
  - Пётр Багратион (Волковыск)

Среди станковых работ выделяется полуфигура белорусского поэта-латиниста Миколы Гусовского (1980).

## Память
- Указом Президента Республики Беларусь № 10 от 4 января 1996 года «Об увековечивании памяти Народного художника СССР, Героя Социалистического труда З. И. Азгура»[5]:
  - на базе творческой мастерской скульптора создан Мемориальный музей-мастерская З. И. Азгура.
  - установлен памятник на могиле скульптора на Восточном кладбище г. Минска.
  - имя З. И. Азгура присвоено средней школе № 1 г. Сенно[6]. Одна из экспозиций в школьном музее посвящена З. И. Азгуру.
  - имя З. И. Азгура присвоено одной из улиц г. Сенно.
  - установлена мемориальная доска на здании бывшего Витебского художественного техникума, где обучался З. И. Азгур, в Витебске (улица Суворова, 3).
- Улица в Минске, на которой находилась творческая мастерская скульптора (ул. Тракторная), была переименована в улицу З. И. Азгура.
- К 100-летию со дня рождения скульптора:
  - в 2008 году была установлена мемориальная доска в Минске, на доме, где жил скульптор (проспект Независимости, 13)[7]. Скульптор — А. Кострюков[7]. Надпись: «В этом доме жил Народный художник СССР и БССР, Герой Социалистического Труда, скульптор Заир Исаакович Азгур».
  - 15 января 2008 года Национальный банк Республики Беларусь выпустил в обращение памятные монеты «З. Азгур. 100 год» («З. Азгур. 100 лет»)[8].
- К 115-летию со дня рождения выдающегося скульптура Мемориальный музей-мастерская З. И. Азгура организовал онлайн- и оффлан-выставку «Азгур. Асабістае», на которой представлены впервые редкие архивные фотографии жизни юбиляра (2023)[9].

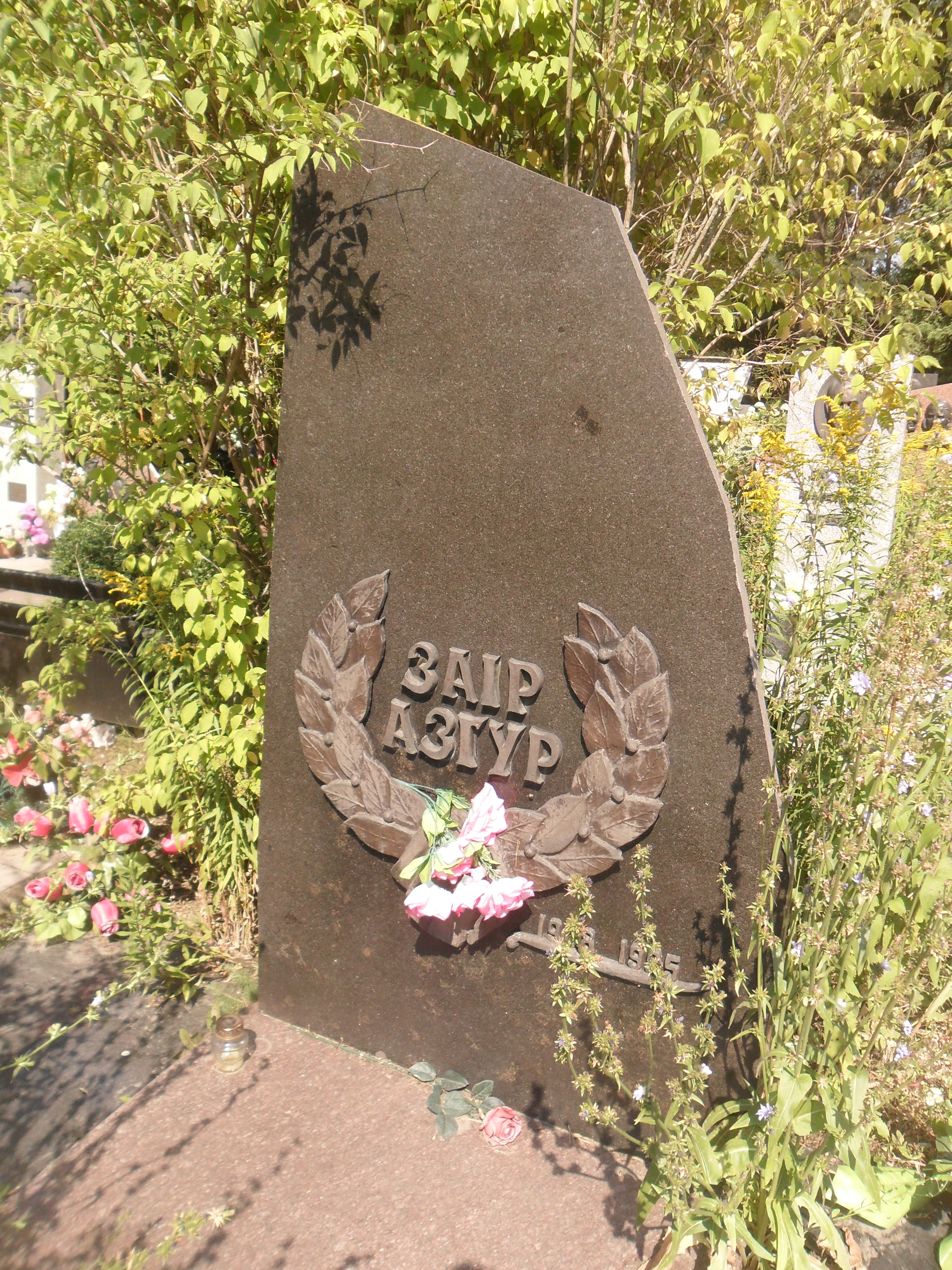
Могила З. Азгура на Восточном кладбище Минска.
Мемориальная доска, Минск, проспект Независимости, 13
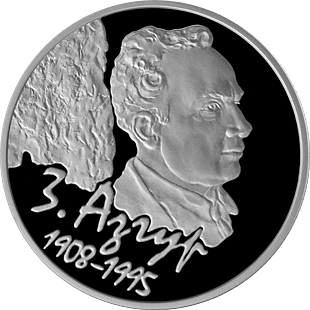
Памятная монета Национального банка Республики Беларусь, посвящённая З. Азгуру, 2008

## Публикации текстов
- Азгур З. И. То, что помнится… : Рассказ о времени, об искусстве и о людях / Заир Азгур, нар. худож. СССР. — Минск : Беларусь, 1977. — Кн. 1. — 415 с., 16 л. ил. : ил. — 15 000 экз.
- Азгур З. И. То, что помнится… : Рассказ о времени, об искусстве и о людях / Заир Азгур, нар. худож. СССР. — Минск : Беларусь, 1984. — Кн. 2. — 302 с., 8 л. ил. : ил. — 6200 экз.
- Азгур З. И. То, что помнится… : Рассказ о времени, об искусстве и о людях / Заир Азгур, нар. худож. СССР. — Минск : Беларусь, 1988. — Кн. 3. — 173, [2] с., [8] л. ил. : ил.
- Азгур З. И. То, что помнится… : Рассказ о времени, об искусстве и о людях / Заир Азгур, нар. худож. СССР. — Минск : Беларусь, 1992. — Кн. 4. — 219, [2] с., 8 л. ил. : ил.